# Bissogo
Bissogo est un village de la région du Centre du Cameroun. Il est localisé dans l'arrondissement (commune) d'Okola. On y accède par la piste rurale qui lie Mva'a à Ekol et Evodoula.

## Population et société
En 1965, la population de Bissogo était de 173 habitants. Bissogo comptait 273 habitants lors du dernier recensement de 2005. La population est constituée pour l’essentiel du peuple Eton.